# Вальбрембо
Вальбрембо (італ. Valbrembo) — муніципалітет в Італії, у регіоні Ломбардія, провінція Бергамо.
Вальбрембо розташоване на відстані близько 490 км на північний захід від Рима, 45 км на північний схід від Мілана, 6 км на північний захід від Бергамо.
Населення — 4188 осіб (2014).

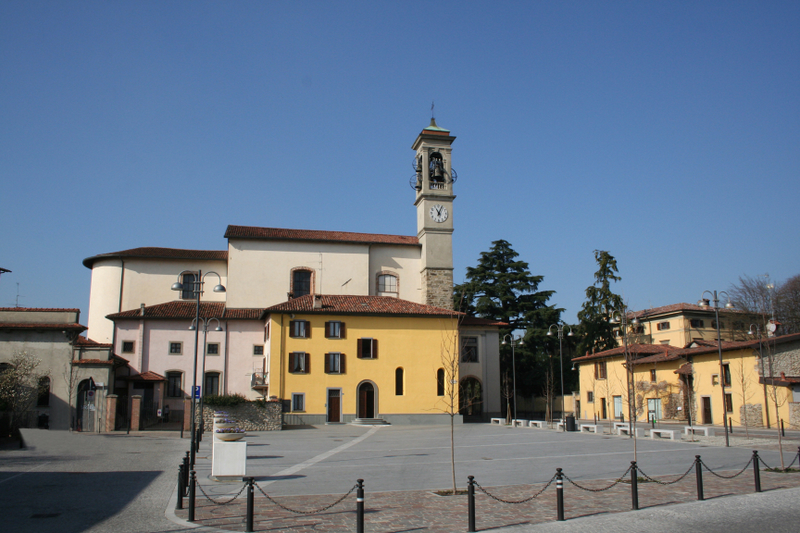

Щорічний фестиваль відбувається 19 березня. Покровитель — Santi Cosma & Damiano (Scano)
San Vito, Modesto & Crescenza (Ossanesga).

## Демографія
Населення за роками:

Станом на 1 січня 2023 року в муніципалітеті офіційно проживало 137 іноземців з 30 країн, серед них 31 громадянин країн Євросоюзу та 18 громадян України.

## Сусідні муніципалітети
- Альменно-Сан-Бартоломео
- Бергамо
- Брембате-ді-Сопра
- Моццо
- Паладіна
- Понте-Сан-П'єтро